# Eriospermum pubescens
Eriospermum pubescens är en sparrisväxtart som beskrevs av Nikolaus Joseph von Jacquin. Eriospermum pubescens ingår i släktet Eriospermum och familjen sparrisväxter. Inga underarter finns listade i Catalogue of Life.